# Whitton and Tosson
Whitton and Tosson – civil parish w Anglii, w hrabstwie Northumberland. W 2011 civil parish liczyła 219 mieszkańców. W obszar civil parish wchodzą także Newton, Little Tosson, Ryehill i Great Tosson.